# Sielsowiet Dzitwa
Sielsowiet Dzitwa (biał. Дзітвянскі сельсавет, Dzitwianski sielsawiet; ros. Дитвянский сельсовет) – sielsowiet na Białorusi, w obwodzie grodzieńskim, w rejonie lidzkim, z siedzibą w Dzitwie.

## Demografia
Według spisu z 2009 sielsowiet Dzitwa zamieszkiwało 2042 osób, w tym 1142 Polaków (55,93%), 724 Białorusinów (35,46%), 133 Rosjan (6,51%), 32 Ukraińców (1,57%), 4 Ormian (0,20%) i 7 osób innych narodowości.

## Geografia i transport
Sielsowiet położony jest na Poniemniu, w północnej części rejonu lidzkiego. Największymi rzekami są Dzitwa i Krupka. Na jego terenie leży rezerwat hydrologiczny Berezyna. Od wschodu sielsowiet graniczy z Lidą.
Skrajem sielsowietu przebiega droga magistralna M6.

## Miejscowości
- agromiasteczko:
  - Dzitwa
- wsie:
  - Bancewicze
  - Bielskie
  - Chrule
  - Chutor Jancewicze
  - Dajnowo Drugie
  - Dajnowo Pierwsze
  - Domejki
  - Jancewicze
  - Jewsiewicze
  - Molgi
  - Ropejki
  - Ryłowce
  - Zapole
  - Zaścianek Bielskie